# Alexandre Parent du Châtelet
Pour les articles homonymes, voir du Châtelet.
Alexandre Jean-Baptiste Parent du Châtelet (Parent-Duchâtelet) est un médecin hygiéniste français né le 29 septembre 1790 à Paris et mort le 7 mars 1836 à Paris, en l'hôtel d'Hesselin.

## Biographie
Issu d'une famille de la noblesse de robe qui comptait plusieurs générations de membres de la Chambre des comptes de Paris, Alexandre Jean-Baptiste Parent du Châtelet est le fils d'Alexandre Jean-Baptiste Louis Parent, seigneur du Châtelet et de La Denisière, conseiller du Roi et correcteur ordinaire en sa Chambre des comptes, et de Marie Hélène du Barle, et le frère de Martial Parent du Châtelet, membre de la Société de Port-Royal.
Il suivit ses études à l'École de médecine de Paris à partir de 1806, où il obtenu son doctorat en 1814. Il fut du nombre des agrégés après la réorganisation de la faculté, mais n'enseigna jamais.
Engagé dans la garde nationale de Paris en 1814, il est décoré de l'ordre du Lys et de la Légion d'honneur en 1816. 
Tout d'abord destiné à la médecine de ville, il s'en détourne rapidement et fait la connaissance du docteur Jean-Noël Hallé, qui le pousse à se consacrer à l'hygiène au début des années 1820. Il devient vice‑président du Conseil de salubrité.
Il se fait connaître d'abord en 1824 par la publication d'un ouvrage consacré aux égouts de Paris, Essai sur les cloaques ou égouts de la ville de Paris. Cet ouvrage fait grand bruit notamment à cause des expérimentations concrètes que Parent du Châtelet fait dans les lieux de décharge des déchets parisiens. Il tente notamment de définir à quel point les émanations de ces décharges à ciel ouvert peuvent être nocives pour la santé.
Alexandre Parent du Châtelet, liant son activité d'hygiéniste à un souci d'ordre social et de santé mentale, était également membre de la Société phrénologique de Paris.  
Il est mort d'une pneumonie à Paris, en son hôtel d'Hesselin, le 7 mars 1836.  
Il avait épousé Euphrasie Le Chanteur, fille de Jean-Michel, conseiller au parlement de Paris, puis à la cour royale de Paris, propriétaire de l'hôtel d'Hesselin, et petite-fille de Pierre-Augustin Robert de Saint-Vincent. Ils eurent Thérèse, épouse de Gustave Bernault, magistrat puis prêtre (fils d'Antoine et d'Adrienne Pasquet de Salaignac) ; Emmanuel, conseiller référendaire à la Cour des comptes, marié à Marie-Stéphanie Delahaye puis à Marie-Pauline Harlé d'Ophove (fille de Charles, pair de France) ; Gabriel, marié à Marie Le Cornier de Cideville, héritière du château de Nagel (fille de Jean-Baptiste Julien, contrôleur principal des finances et propriétaire du château de Montois, et de Marie Anne-Victoire Marc, et nièce d'Amédée Marc), d'où notamment une fille mariée à Charles-Alexandre Geoffroy de Grandmaison.

## De la prostitution dans la ville de Paris

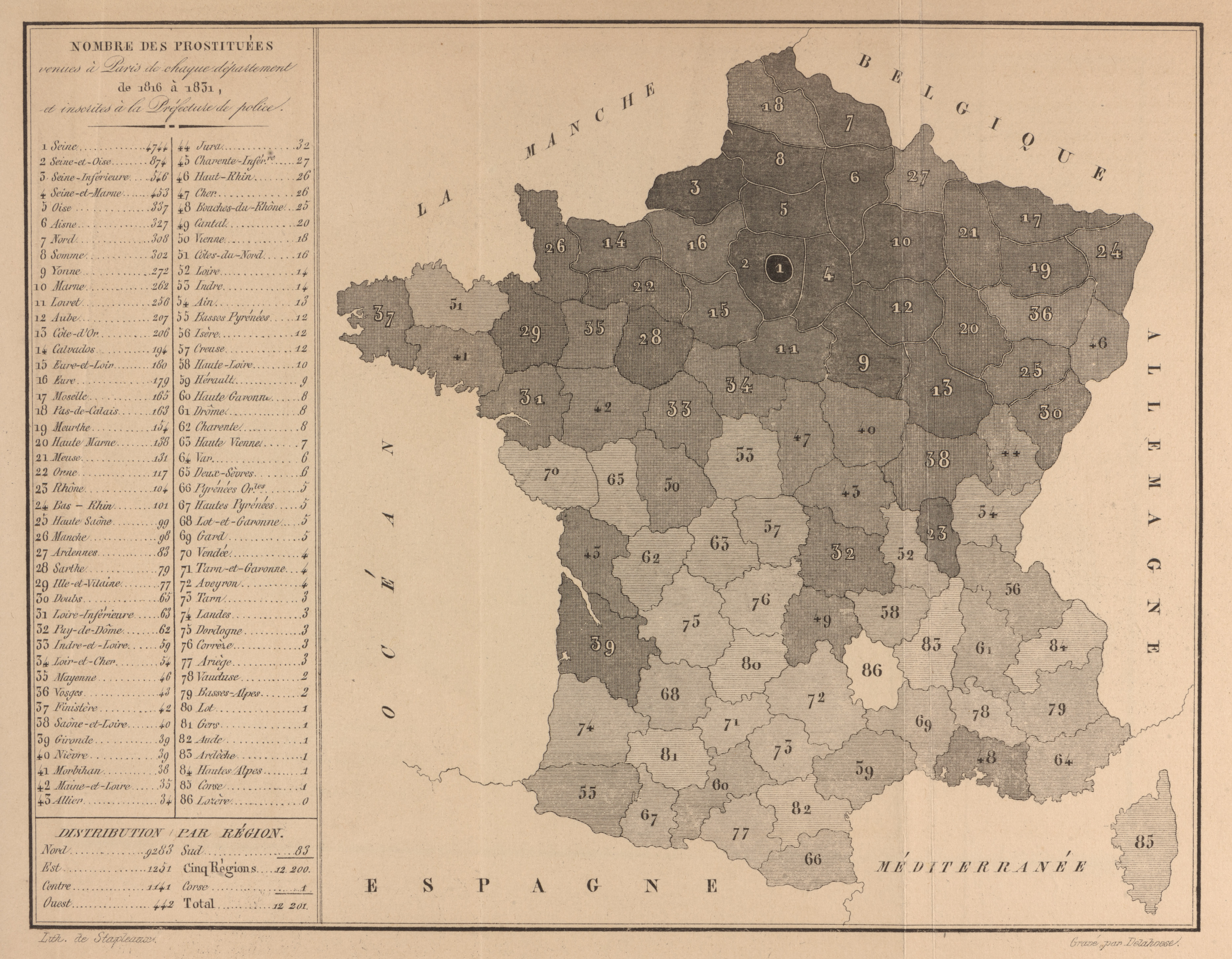
Carte de France de l'origine des prostituées à Paris, publiée par Alexandre Parent du Châtelet en 1836 dans un ouvrage intitulé De la Prostitution dans la ville de Paris, considérée sous le rapport de l’hygiène publique, de la morale et de l’administration.

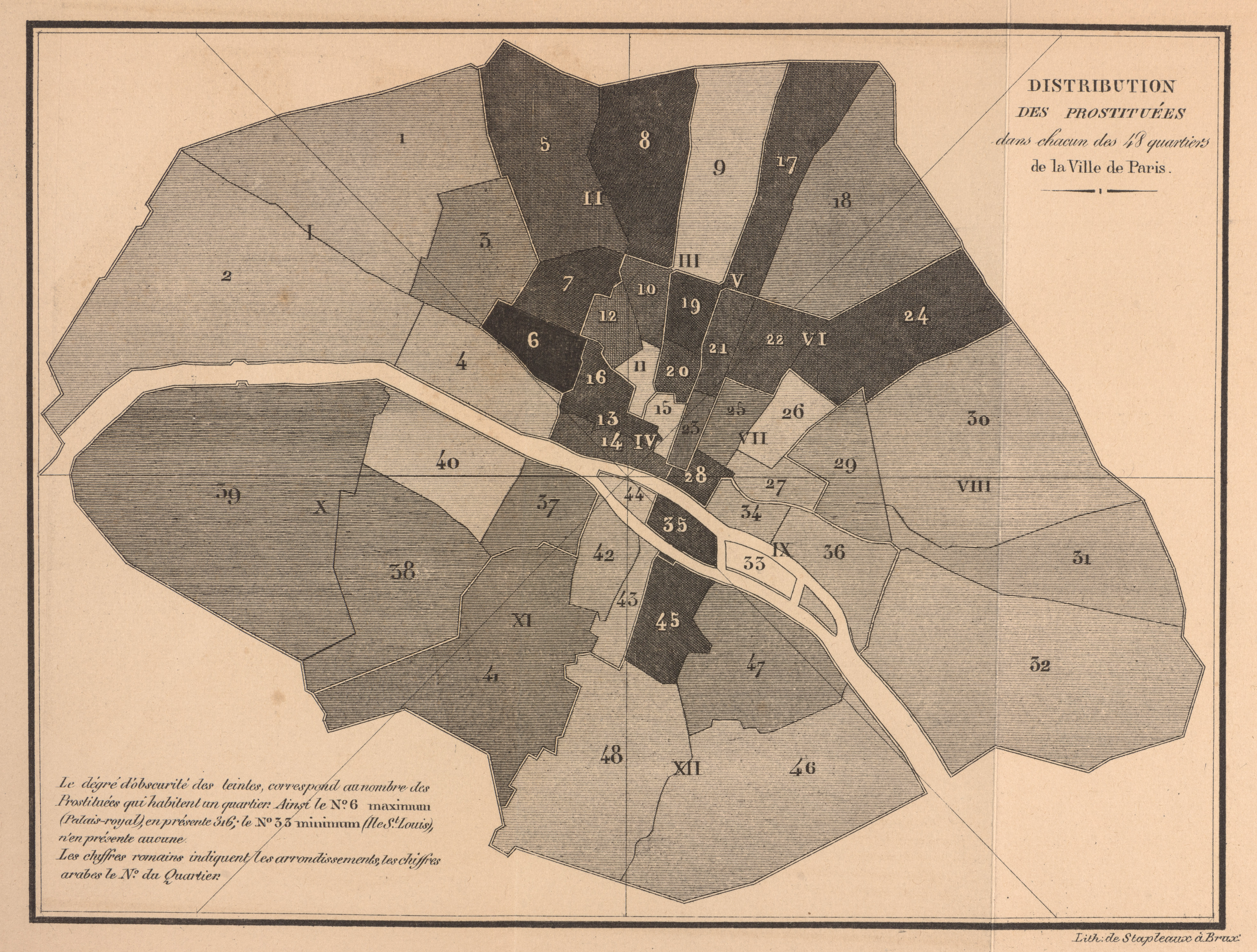
Carte des prostituées à Paris, publiée par Alexandre Parent du Châtelet dans son ouvrage De la Prostitution dans la ville de Paris, considérée sous le rapport de l’hygiène publique, de la morale et de l’administration (1836).

Alexandre Parent du Châtelet est cependant plus connu encore pour un ouvrage monumental paru de façon posthume en 1836, intitulé De la Prostitution dans la ville de Paris, considérée sous le rapport de l’hygiène publique, de la morale et de l’administration. 
Cette somme, issue de près de huit années d'enquête, est considérée comme un ouvrage majeur non seulement sur l'histoire de la prostitution, mais également comme une des premières enquêtes de sociologie empirique. Parent a travaillé à partir de documents issus des archives de la police, mais aussi d'interrogatoires de terrain et de mesures statistiques. Son ouvrage est une référence de l'histoire de la prostitution et de la criminalité parisienne.
Cet ouvrage servit également de source d'inspiration à de nombreux auteurs de la deuxième moitié du XIXe siècle, et notamment à Eugène Sue pour Les Mystères de Paris (1842 - 1843).
Alain Corbin, historien spécialiste du corps, a publié en février 2008 une édition présentée et annotée de l'ouvrage.

## Publications
Liste non exhaustive

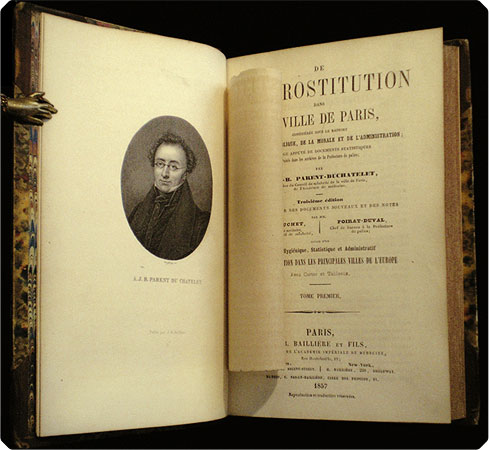
Frontispice de la troisième édition de La prostitution dans la ville de Paris, 1857, avec un portrait d'Alexandre Parent du Châtelet.

- Recherches sur l'inflammation de l'arachnoïde cérébrale et spinale, ou Histoire théorique et pratique de l'arachnitis, 1821, 612 p. Consultable sur Gallica
- Recherches et considérations sur la rivière de Bièvre, ou des Gobelins, et sur les moyens d'améliorer son cours relativement à la salubrité publique et à l'industrie manufacturière de la ville de Paris, lues à l'Académie royale de médecine, le 29 janvier 1822, par MM. Parent-Duchatelet et Pavet de Courteille, 1822, 88 p.
- Essai sur les cloaques ou égouts de la ville de Paris, Crevot, 1824, 240 p.
- « Les Chantiers d'écarrissage [sic] de la ville de Paris envisagés sous le rapport de l'hygiène publique », in Annales d'hygiène publique de médecine légale, 1832, 157 p.
- De la prostitution dans la ville de Paris, considérée sous le rapport de l'hygiène publique, de la morale et de l'administration : ouvrage appuyé de documens statistiques puisés dans les archives de la Préfecture de police, J.-B. Baillière, 1836, 2 volumes, 624 et 580 pages. Consultable sur le site Gallica
- « Mémoires sur les véritables influences que le tabac peut avoir sur la santé des ouvriers occupés aux différentes préparations qu'on lui fait subir, par MM. Parent-Duchâtelet et d'Arcet », in Annales d'hygiène publique de médecine légale, sans date, p. 169 à 227.
- Des Obstacles que les préjugés médicaux apportent… à l'assainissement des villes et à l'établissement de certaines manufactures, sans date, 63 p.
- Des Puits forés ou artésiens employés à l'évacuation des eaux sales et infectes et à l'assainissement de quelques fabriques, rapport fait à M. le… Préfet de police par MM. Girard et Parent-Duchâtelet, sans date, 48 p.
- Rapport fait au Conseil de salubrité sur les nouveaux procédés de MM. Salmon, Payen… pour la dessiccation des chevaux morts et la désinfection instantanée des matières fécales, sans date, 31 p.
- La syphilis et les autres maladies vénériennes chez les prostituées de Paris. Paris, Fort.

### Sources
- « Parent-Duchâtelet (Alexis-Jean-Baptiste) », dans Pierre Larousse, Grand dictionnaire universel du XIXe siècle, Paris, Administration du grand dictionnaire universel, 15 vol., 1863-1890 [détail des éditions].